# Merope (figlia di Enopio)
Merope (in greco antico: Μερόπη?, Meropê), Aero, o ancora Aerope, è un personaggio della mitologia greca. Fu principessa di Chio.

## Genealogia
Figlia di Enopione e della ninfa Elice.
Non risulta sia mai stata sposa od abbia avuto figli.

## Mitologia
Fu desiderata da Orione che, innamoratosi di lei chiese al padre la sua mano, ma questi temporeggiava poiché odiava l'idea di avere un siffatto uomo come genero.

Orione così, ubriaco dal vino del padre, irruppe nella camera di lei che giaceva addormentata, ma il padre intervenne e lo accecò.